# Sylvius Dapples
Pour les articles homonymes, voir Dapples.
Sylvius Dapples, né le 19 avril 1798 à Lyon et mort le 7 décembre 1870 à Lausanne, est une personnalité politique suisse.

## Biographie
De confession protestante, originaire de Bremblens et de Morges, Sylvius Dapples est le fils de Sylvius Dapples senior, négociant à Lyon puis banquier à Lausanne, et de Susanne Louise Julie Marie Gleyre. Il épouse en 1824 Andrienne Calame. Sylvius Dapples est un des membres fondateurs de la section vaudoise de la Société contre l'incendie du mobilier (assurance fondée à Berne en 1826 qui deviendra la Mobilière), le fondateur des Papeteries de La Sarraz et un des membres fondateurs en 1840 du journal libéral Le Courrier suisse.

### Parcours politique
Membre du Parti libéral, Sylvius Dapples est député au Grand Conseil vaudois de 1831 à 1836 et de 1841 à 1845. Il est en parallèle Conseiller d'État à partir de 1843. Il en est évincé lors de la  Révolution radicale de 1845,.